# Wolayita
Wolayita är en zon i Etiopien.   Den ligger i regionen Ye Debub Biheroch Bihereseboch na Hizboch, i den centrala delen av landet, 270 km söder om huvudstaden Addis Abeba. Antalet invånare är 1 501 112.